# Yakine Saïd M'Madi
Yakine Said M'Madi, né le 11 mars 2004 à Marseille, est un footballeur international comorien qui évolue au poste de défenseur central à l'Olympique de Marseille.

## Biographie

### Carrière en club
Ayant grandi dans le 13e arrondissement de Marseille en France, Yakine Said M'Madi est formé par l'Olympique de Marseille, où il joue d'abord avec l'équipe réserve,. Il est convoqué en équipe première pour la première fois par Jorge Sampaoli pour le quart de finale d'Europa Conférence contre le PAOK Salonique en avril 2022.
Ayant prolongé son contrat avec l'OM l'été suivant, il s'illustre ensuite en UEFA Youth League.

### Carrière en sélection
Déjà convoqué avec les moins de 20 ans des Comores, Yakine Said M'Madi est convoqué pour la première fois avec l'équipe senior en septembre 2022. Il honore sa première sélection avec l'équipe nationale des Comores le 22 septembre 2022. Il entre en jeu lors de ce match amical perdu 1-0 par son équipe face à la Tunisie.